# Chiedozie Ogbene
Chiedozie Ogbene (Lagos, 1º maggio 1997) è un calciatore nigeriano naturalizzato irlandese, attaccante dell'Ipswich Town e della nazionale irlandese.

## Biografia
Nato a Lagos, si trasferisce in Irlanda nel 2005 con la famiglia (composta da 7 membri in quanto lui ha 2 fratelli e 2 sorelle).

## Caratteristiche tecniche
È un'ala sinistra.

## Carriera

### Club
Dopo gli inizi con Cork City e Limerick, il 30 gennaio 2018 si trasferisce in Inghilterra dove entra a far parte del settore giovanile del Brentford. Debutta in Championship il 10 aprile 2018 in occasione del match vinto 1-0 contro il Nottingham Forest.
Il 31 agosto 2018 viene ceduto in prestito all'Exeter City. Tuttavia, a gennaio fa ritorno al Brentford.
Il 29 agosto 2019, Ogbene viene ceduto a titolo definitivo al Rotherham Utd, in League One, con cui firma un contratto triennale. Nella sua prima stagione al club, contribuisce in prima persona alla promozione diretta in Championship.
Il 27 giugno 2023, in seguito alla scadenza del suo contratto con il Rotherham, Ogbene viene ingaggiato a parametro zero dal Luton Town, neopromosso in Premier League.

### Nazionale
Convocabile sia dalla Nigeria che dall'Irlanda, ha optato per rappresentare quest'ultima. Nel maggio 2021 riceve la prima convocazione dalla nazionale irlandese in vista delle amichevoli contro Andorra e Ungheria; l'8 giugno seguente debutta contro l'Ungheria, diventando il primo giocatore nato in Africa a giocare per la selezione irlandese. Il 9 ottobre 2021 realizza il suo primo gol con la nazionale maggiore nella sfida vinta 0-3 in casa dell'Azerbaigian.

## Statistiche
Statistiche aggiornate al 28 agosto 2024.

### Presenze e reti nei club
| Stagione             | Squadra              | Campionato           | Campionato | Campionato | Coppe nazionali | Coppe nazionali | Coppe nazionali | Coppe continentali | Coppe continentali | Coppe continentali | Altre coppe | Altre coppe | Altre coppe | Totale | Totale | Totale |
| Stagione             | Squadra              | Comp                 | Pres       | Reti       | Comp            | Pres            | Reti            | Comp               | Pres               | Reti               | Comp        | Pres        | Reti        | Pres   | Reti   |        |
| -------------------- | -------------------- | -------------------- | ---------- | ---------- | --------------- | --------------- | --------------- | ------------------ | ------------------ | ------------------ | ----------- | ----------- | ----------- | ------ | ------ | ------ |
| 2015                 | Cork City            | PD                   | 1          | 0          | CI+CdL          | 0               | 0               |                    | -                  | -                  |             | -           | -           | 1      | 0      |        |
| 2016                 | Cork City            | PD                   | 8          | 3          | CI+CdL          | 1+0             | 0               |                    | -                  | -                  |             | -           | -           | 9      | 3      |        |
| 2017                 | Limerick             | PD                   | 32         | 8          | CI+CdL          | 2+0             | 0               |                    | -                  | -                  |             | -           | -           | 34     | 8      |        |
| 2017-2018            | Brentford            | FLC                  | 2          | 0          | FACup+CdL       | 0               | 0               |                    | -                  | -                  |             | -           | -           | 2      | 0      |        |
| 2018-gen. 2019       | Exeter City          | FL2                  | 14         | 0          | FACup+CdL       | 0               | 0               |                    | -                  | -                  | EFL Trophy  | 4           | 0           | 18     | 0      |        |
| gen.-giu. 2019       | Brentford            | FLC                  | 4          | 0          | FACup+CdL       | 2+1             | 0               |                    | -                  | -                  |             | -           | -           | 7      | 0      |        |
| 2019-2020            | Rotherham Utd        | FL1                  | 25         | 1          | FACup+CdL       | 3+0             | 0               |                    | -                  | -                  | EFL Trophy  | 1           | 0           | 29     | 1      |        |
| 2020-2021            | Rotherham Utd        | FLC                  | 11         | 0          | FACup+CdL       | 0+1             | 0               |                    | -                  | -                  |             | -           | -           | 12     | 0      |        |
| 2021-2022            | Rotherham Utd        | FL1                  | 45         | 3          | FACup+CdL       | 3+1             | 0               |                    | -                  | -                  | EFL Trophy  | 4           | 1           | 53     | 4      |        |
| 2022-2023            | Rotherham Utd        | FLC                  | 39         | 8          | FACup+CdL       | 1+2             | 0+1             |                    | -                  | -                  |             | -           | -           | 42     | 9      |        |
| Totale Rotherham Utd | Totale Rotherham Utd | Totale Rotherham Utd | 120        | 12         |                 | 11              | 1               |                    | -                  | -                  |             | 4           | 1           | 135    | 14     |        |
| 2023-2024            | Luton Town           | PL                   | 30         | 4          | FACup+CdL       | 4+2             | 1+0             |                    | -                  | -                  |             | -           | -           | 36     | 5      |        |
| ago. 2024            | Luton Town           | FLC                  | 3          | 0          | FACup+CdL       | 0               | 0               |                    | -                  | -                  |             | -           | -           | 3      | 0      |        |
| Totale Luton Town    | Totale Luton Town    | Totale Luton Town    | 33         | 4          |                 | 6               | 1               |                    | -                  | -                  |             | -           | -           | 39     | 5      |        |
| Totale carriera      | Totale carriera      | Totale carriera      | 214        | 27         |                 | 23              | 2               |                    | -                  | -                  |             | 9           | 1           | 246    | 30     |        |

### Cronologia presenze e reti in nazionale
| Cronologia completa delle presenze e delle reti in nazionale ― Irlanda | Cronologia completa delle presenze e delle reti in nazionale ― Irlanda | Cronologia completa delle presenze e delle reti in nazionale ― Irlanda | Cronologia completa delle presenze e delle reti in nazionale ― Irlanda | Cronologia completa delle presenze e delle reti in nazionale ― Irlanda | Cronologia completa delle presenze e delle reti in nazionale ― Irlanda | Cronologia completa delle presenze e delle reti in nazionale ― Irlanda | Cronologia completa delle presenze e delle reti in nazionale ― Irlanda |
| Data                                                                   | Città                                                                  | In casa                                                                | Risultato                                                              | Ospiti                                                                 | Competizione                                                           | Reti                                                                   | Note                                                                   |
| ---------------------------------------------------------------------- | ---------------------------------------------------------------------- | ---------------------------------------------------------------------- | ---------------------------------------------------------------------- | ---------------------------------------------------------------------- | ---------------------------------------------------------------------- | ---------------------------------------------------------------------- | ---------------------------------------------------------------------- |
| 8-6-2021                                                               | Budapest                                                               | Ungheria                                                               | 0 – 0                                                                  | Irlanda                                                                | Amichevole                                                             | -                                                                      | 89’                                                                    |
| 9-10-2021                                                              | Baku                                                                   | Azerbaigian                                                            | 0 – 3                                                                  | Irlanda                                                                | Qual. Mondiali 2022                                                    | 1                                                                      | 59’                                                                    |
| 12-10-2021                                                             | Dublino                                                                | Irlanda                                                                | 4 – 0                                                                  | Qatar                                                                  | Amichevole                                                             | -                                                                      | 69’                                                                    |
| 11-11-2021                                                             | Dublino                                                                | Irlanda                                                                | 0 – 0                                                                  | Portogallo                                                             | Qual. Mondiali 2022                                                    | -                                                                      | 29’ 90+1’                                                              |
| 14-11-2021                                                             | Lussemburgo                                                            | Lussemburgo                                                            | 0 – 3                                                                  | Irlanda                                                                | Qual. Mondiali 2022                                                    | 1                                                                      | 82’                                                                    |
| 26-3-2022                                                              | Dublino                                                                | Irlanda                                                                | 2 – 2                                                                  | Belgio                                                                 | Amichevole                                                             | 1                                                                      |                                                                        |
| 29-3-2022                                                              | Dublino                                                                | Irlanda                                                                | 1 – 0                                                                  | Lituania                                                               | Amichevole                                                             | -                                                                      | 82’                                                                    |
| 4-6-2022                                                               | Erevan                                                                 | Armenia                                                                | 1 – 0                                                                  | Irlanda                                                                | UEFA Nations League 2022-2023 - 1º turno                               | -                                                                      |                                                                        |
| 8-6-2022                                                               | Dublino                                                                | Irlanda                                                                | 0 – 1                                                                  | Ucraina                                                                | UEFA Nations League 2022-2023 - 1º turno                               | -                                                                      | 79’                                                                    |
| 14-6-2022                                                              | Łódź                                                                   | Ucraina                                                                | 1 – 1                                                                  | Irlanda                                                                | UEFA Nations League 2022-2023 - 1º turno                               | -                                                                      | 80’                                                                    |
| 24-9-2022                                                              | Glasgow                                                                | Scozia                                                                 | 2 – 1                                                                  | Irlanda                                                                | UEFA Nations League 2022-2023 - 1º turno                               | -                                                                      | 60’                                                                    |
| 17-11-2022                                                             | Dublino                                                                | Irlanda                                                                | 1 – 2                                                                  | Norvegia                                                               | Amichevole                                                             | -                                                                      | 75’                                                                    |
| 20-11-2022                                                             | Ta' Qali                                                               | Malta                                                                  | 0 – 1                                                                  | Irlanda                                                                | Amichevole                                                             | -                                                                      | 76’                                                                    |
| 22-3-2023                                                              | Dublino                                                                | Irlanda                                                                | 3 – 2                                                                  | Lettonia                                                               | Amichevole                                                             | 1                                                                      | 63’                                                                    |
| 27-3-2023                                                              | Dublino                                                                | Irlanda                                                                | 0 – 1                                                                  | Francia                                                                | Qual. Euro 2024                                                        | -                                                                      |                                                                        |
| 7-9-2023                                                               | Parigi                                                                 | Francia                                                                | 2 – 0                                                                  | Irlanda                                                                | Qual. Euro 2024                                                        | -                                                                      | 84’                                                                    |
| 10-9-2023                                                              | Dublino                                                                | Irlanda                                                                | 1 – 2                                                                  | Paesi Bassi                                                            | Qual. Euro 2024                                                        | -                                                                      | 42’                                                                    |
| 13-10-2023                                                             | Dublino                                                                | Irlanda                                                                | 0 – 2                                                                  | Grecia                                                                 | Qual. Euro 2024                                                        | -                                                                      | 85’                                                                    |
| 16-10-2023                                                             | Faro                                                                   | Gibilterra                                                             | 0 – 4                                                                  | Irlanda                                                                | Qual. Euro 2024                                                        | -                                                                      | 83’                                                                    |
| 23-3-2024                                                              | Dublino                                                                | Irlanda                                                                | 0 – 0                                                                  | Belgio                                                                 | Amichevole                                                             | -                                                                      | 70’                                                                    |
| 7-9-2024                                                               | Dublino                                                                | Irlanda                                                                | 0 – 2                                                                  | Inghilterra                                                            | UEFA Nations League 2024-2025 - 1º turno                               | -                                                                      |                                                                        |
| 10-9-2024                                                              | Dublino                                                                | Irlanda                                                                | 0 – 2                                                                  | Grecia                                                                 | UEFA Nations League 2024-2025 - 1º turno                               | -                                                                      | 84’                                                                    |
| 10-10-2024                                                             | Helsinki                                                               | Finlandia                                                              | 1 – 2                                                                  | Irlanda                                                                | UEFA Nations League 2024-2025 - 1º turno                               | -                                                                      | 80’                                                                    |
| 13-10-2024                                                             | Atene                                                                  | Grecia                                                                 | 2 – 0                                                                  | Irlanda                                                                | UEFA Nations League 2024-2025 - 1º turno                               | -                                                                      | 57’                                                                    |
| Totale                                                                 |                                                                        | Presenze                                                               | 24                                                                     |                                                                        | Reti                                                                   | 4                                                                      |                                                                        |

## Palmarès

### Competizioni nazionali
- Coppa d'Irlanda: 1

Cork City: 2016
- English Football League Trophy: 1

Rotherham United: 2021-2022